# Résolution 2009 du Conseil de sécurité des Nations unies
Membres permanents
- Chine
- États-Unis
- France
- Royaume-Uni
- Russie

Membres non permanents
- Afrique du Sud
- Allemagne
- Bosnie-Herzégovine
- Brésil
- Colombie
- Gabon
- Inde
- Liban
- Nigéria
- Portugal

Résolution no 2008 Résolution no 2010
La résolution 2009 du Conseil de sécurité des Nations unies a été adoptée à l'unanimité le 16 septembre 2011.

## Résolution
Affirmant un rôle de chef de file des Nations unies dans les efforts internationaux visant à soutenir un processus mené au niveau national visant à bâtir une Libye démocratique, indépendante et unie, le Conseil de sécurité a décidé d'établir une mission de soutien dans ce pays.
En adoptant à l'unanimité la résolution 2009 (2011), le Conseil a également décidé que le mandat de la Mission d'appui des Nations unies en Libye (MANUL) serait autorisé pour une période initiale de trois mois. Il devrait aider les efforts nationaux libyens pour restaurer la sécurité publique, promouvoir l'état de droit, favoriser un dialogue politique inclusif et la réconciliation nationale, et engager des processus d'élaboration de la constitution et des élections.
Le mandat comprendrait l'aide aux efforts nationaux pour étendre l'autorité de l'État, renforcer les institutions, rétablir les services publics, soutenir la justice transitionnelle et protéger les droits de l'homme, en particulier ceux des groupes vulnérables. Il s'agirait également de prendre les mesures immédiates nécessaires pour amorcer la reprise économique et de coordonner l'appui qui pourrait être demandé à d'autres acteurs multilatéraux et bilatéraux, le cas échéant.
À l'appui de ces objectifs, le Conseil a également levé en partie, par le biais de la résolution, l'embargo sur les armes imposé à la Libye et le gel des avoirs visant les entités liées au régime précédent, en vertu de la résolution 1970 (2011). Il a souligné son intention de maintenir à l'examen la zone d'exclusion aérienne imposée par la résolution 1973 (2011).
À la suite de l'adoption, les membres du Conseil ont félicité le représentant de la Libye d'avoir pris ses fonctions de représentant du Conseil national de transition. La plupart des orateurs ont souligné l'importance de l'appropriation par la Libye de tous les efforts de transition et de reconstruction.
Le représentant de l’Afrique du Sud a toutefois exprimé sa déception de voir que la résolution n’appelait pas spécifiquement à la protection des droits de l’homme des migrants africains. Aux côtés du représentant de la fédération de Russie et d'autres orateurs, il a également appelé à la levée rapide de la zone d'exclusion aérienne.